# فنسنت براسارد
فنسنت براسارد هو سياسي كندي، ولد في 10 ديسمبر 1919 في ساغينيه في كندا، وتوفي في 7 أبريل 1974. نشط حزبياً في الحزب الكندي التقدمي المحافظ. وقد انتخب عضو مجلس العموم الكندي.